# Cephalotes dentidorsum
Cephalotes dentidorsum é uma espécie de inseto do gênero Cephalotes, pertencente à família Formicidae.